# Centauros FAM
Los Centauros de Ciudad Juárez fueron un equipo de fútbol americano con sede en Ciudad Juárez, Chihuahua, México que compitió en la liga Fútbol Americano de México (FAM).

## Historia
Los Centauros fueron creados el 25 de octubre del 2018 y son parte de los cinco equipos fundadores de la FAM, una liga semi-profesional de fútbol americano en México. El nombre del equipo no alude a Francisco Villa, conocido como el "Centauro del Norte" y héroe de Ciudad Juárez, sino que se refiere a la criatura mitológica griega.
Centauros es el primer equipo profesional de fútbol americano en el Estado de Chihuahua, proceso que se inició 2 años antes de su fundación formal. Debido a que en la ciudad no hay programas de fútbol americano universitario, el equipo está integrado por jugadores de Ciudad Juárez, Chihuahua, Parral y Delicias, la mayoría egresados del programa de Águilas UACH.
La casa de Centauros es el Campo Guillermo Chucus Olascoaga, propiedad del Gobierno de Ciudad Juárez, y al que el equipo tuvo que mejorar incrementando la capacidad del graderío de 500 a 3,000 personas.
Centauros debutó el 3 de marzo del 2019 con una derrota de 0-17 ante Pioneros de Querétaro. La primera victoria en la historia de la franquicia ocurrió el 17 de marzo ante Bulldogs de Naucalpan con un marcador de 20-15.
Después de un mal desempeño en la temporada 2020 en donde Centauros no pudo ganar ningún partido antes de que la temporada fuera cancelada, a mediados de 2020 se anunció la desaparición del equipo y el nacimiento de una nueva franquicia en Ciudad Juárez llamada Rarámuris.